# 德州扒鸡
德州扒鸡为五香脱骨扒鸡的俗称，是山东省德州市特产之一，與道口燒雞、符離集燒雞、溝幫子熏雞並稱為中華四大名雞（又名四大鐵路雞）。其口味鲜咸香嫩，造型别致美观，肉嫩骨酥，一抖之下骨脱肉烂，故名脱骨扒鸡。
“德州扒鸡”在烧鸡的基础上，借鉴了扒肘子、扒牛肉的烹制方法，制成的扒鸡骨肉松脱。
德州扒鸡的起源说法多样，如：“德州的西瓜是武城的秧，德州的扒鸡是禹城的汤”，意指德州扒鸡起源于禹城（县级市）；也有说传言认为德州扒鸡是德州历代烧鸡商户不断提炼总结的结果。目前被广泛接受的起源故事为烧鸡商贩贾建才，于康熙三十一年（公元1692年）不慎将烧鸡煮过火而意外创制，后由一位马姓秀才取名，始称为“扒鸡”。
德州扒鸡的成名很大程度与津浦铁路（后并入京沪铁路）的通车有关，扒鸡作为熟食，成为车站的热销食品，并随着列车通行南北而声名远播。目前除德州车站外，北京铁路局和济南铁路局担当的高速动车组列车上也会销售德州扒鸡。
2020年，德州市的公立大学德州学院设置扒鸡产业学院，进行食品产业研究。